# Mycterothrips consociatus
Mycterothrips consociatus är en insektsart som först beskrevs av Targioni-tozzetti 1887.  Mycterothrips consociatus ingår i släktet Mycterothrips och familjen smaltripsar. Arten är reproducerande i Sverige. Inga underarter finns listade i Catalogue of Life.